# Глушич, Андрей Алексеевич
Андрей Алексеевич Глушич (16 ноября 1927— 2006 г. - работник лёгкой промышленности, строгаль Ростовского производственного кожевенного объединения имени В. И. Ленина, Герой Социалистического Труда (1966).

## Биография
Родился 16 ноября 1927 года в селе Подол Великобагачанского района (ныне Полтавской области Украины) в крестьянской семье.
Накануне Великой Отечественной войны окончил 6 классов. Трудовой путь начал в 1943 году в колхозе. В 1944 году был призван в Красную армию, был участником Отечественной войны.
Демобилизовавшись из армии в апреле 1951 года, Андрей Глушич пришёл на Ростовский кожевенный завод (позднее — Ростовское производственное кожевенное объединение имени В. И. Ленина) рабочим, где со временем обучился специальности строгаля. В 1962 году возглавил бригаду и вскоре вывел свой коллектив в передовые. Отличник соцсоревнования (1958). Был участником ВДНХ СССР (1967).
В 1970-х годах заочно окончил пищевой институт. Жил в Ростове-на-Дону. Кроме производственной, занимался общественной деятельностью — был депутатом Верховного Совета РСФСР 7-го и 8-го созывов (1967—1975), также избирался депутатом городского Совета. Член КПСС, был делегатом XXIII съезда КПСС (1966).
Умер в 2006 г.

## Награды
- Указом Президиума Верховного Совета СССР от 9 июня 1966 года за выдающиеся заслуги в выполнении семилетнего плана и достижение высоких технико-экономических показателей по производству тканей, трикотажа, обуви, швейных изделий и другой продукции легкой промышленности Глушичу Андрею Алексеевичу присвоено звание Героя Социалистического Труда с вручением ордена Ленина и золотой медали «Серп и Молот».
- Также награждён орденом Отечественной войны 2-й степени (11.03.1985)[3], медалью Жукова (1995) и другими медалями.